# Skerne
Skerne – wieś w Anglii, w hrabstwie East Riding of Yorkshire. Leży 27 km na północ od miasta Hull i 276 km na północ od Londynu.